# کریستینا ویدال
کریستینا ویدال (انگلیسی: Christina Marie Vidal؛ زادهٔ ۱۸ نوامبر ۱۹۸۱) یک هنرپیشه اهل ایالات متحده آمریکا است. وی از سال ۱۹۹۳ میلادی تاکنون مشغول فعالیت بوده‌است.

## گزیده فیلمشناسی
از فیلم‌ها یا برنامه‌های تلویزیونی که وی در آن نقش داشته‌است می‌توان به آثار زیر اشاره کرد.
- زندگی با مایکی (۱۹۹۳)
- جمعه عجیب (فیلم ۲۰۰۳) (۲۰۰۳)
- شر نبین (فیلم) (۲۰۰۶)
- بخش فوریت‌های پزشکی (مجموعه تلویزیونی) (۲۰۰۷)
- مانک (۲۰۰۹)
- دکتر هاوس (۲۰۰۹–۱۰)
- کسل (مجموعه تلویزیونی) (۲۰۱۰)
- شعبده‌باز (۲۰۱۰)
- نسبتاً قانونی (۲۰۱۱)
- نامحدود (مجموعه تلویزیونی) (۲۰۱۶)